# 12月6日 (旧暦)
旧暦12月6日（きゅうれきじゅうにがつむいか）は旧暦12月の6日目である。六曜は大安である。

## できごと
- 持統天皇8年（ユリウス暦694年12月27日） - 持統天皇が飛鳥浄御原宮から藤原京に遷都
- 建保元年（ユリウス暦1214年1月18日） - 地震が相次いだため建暦より建保に改元
- 享保5年（グレゴリオ暦1721年1月3日） - 大坂・竹本座で近松門左衛門作の人形浄瑠璃『心中天網島』が初演
- 天保10年（グレゴリオ暦1840年1月10日） - 水野忠邦が主席老中に就任

## 誕生日
- 寛政11年（グレゴリオ暦1799年12月31日） - 平田鐵胤、国学者（+ 1880年）
- 文政10年（グレゴリオ暦1828年1月22日） - 飯田武郷、国学者（+ 1900年）
- 明治3年（グレゴリオ暦1871年1月26日） - 宮崎滔天、革命運動家・辛亥革命を支援（+ 1922年）

## 忌日
- 安寧天皇39年（ユリウス暦紀元前510年1月17日） - 安寧天皇、3代天皇（* 紀元前577年）
- 寛永10年（グレゴリオ暦1634年1月5日） - 徳川忠長、徳川秀忠の三男、駿府藩主（* 1606年）
- 元禄13年（グレゴリオ暦1701年1月14日） - 徳川光圀（水戸黄門）[1]、2代水戸藩主（* 1628年）